# 科林斯 (喬治亞州沃克縣)
科林斯（英語：Corinth）是位於美國喬治亞州沃克縣的一個非建制地區。該地的面積和人口皆未知。

## 地理
科林斯的座標為34°40′03″N 85°14′52″W / 34.66750°N 85.24778°W，而該地的平均海拔高度為277米（即909英尺）。